# Asiatischer Hahnenfuß
Der Asiatische Hahnenfuß (Ranunculus asiaticus) ist eine Pflanzenart aus der Gattung Hahnenfuß (Ranunculus) in der Familie der Hahnenfußgewächse (Ranunculaceae). Die Zuchtformen werden als Zierpflanze in Parks und Gärten sowie als Schnittblume verwendet und werden auch Floristen-Ranunkel, Riesenranunkel oder Topfranunkel genannt.

## Beschreibung

### Vegetative Merkmale
Der Asiatische Hahnenfuß wächst als ausdauernde krautige Pflanze, die Wuchshöhen von bis zu 30 Zentimetern erreicht. Dieser Geophyt bildet Speicherwurzeln als Überdauerungsorgane und Rhizome. Der Stängel ist nur spärlich verzweigt.
Die wechselständigen Laubblätter sind unterschiedlich geformt: Die grundständigen Laubblätter sind oft ungeteilt, doch die meisten Laubblätter sind geteilt, je weiter oben im Stängel, umso schmaler. Der Blattrand ist gezähnt bis gesägt.

### Generative Merkmale
Die Blütezeit liegt im Frühling. Die zwittrigen Blüten sind radiärsymmetrisch. Es sind fünf bis sieben leuchtend gefärbte Blütenhüllblätter vorhanden. Die Blütenfarben reichen von weiß über cremefarben bis gelb, orange bis lachsfarben nach karminrot und von rosafarben bis purpurrot; sie können einfarbig oder mehrfarbig sein. Die vielen Staubblätter sind schwärzlich-violett, mahagonibraun oder hell-lohfarben.
Die Fruchtstände sind zylindrisch.
Der Asiatische Hahnenfuß ist diploid mit einer Chromosomenzahl von 2n = 16.

## Verbreitung
Das Verbreitungsgebiet ist der östliche Mittelmeerraum: Ägypten, das nördliche Libyen, Zypern, Iran, Irak, Israel, Jordanien, Libanon, Syrien, Türkei und Kreta.

## Taxonomie
Die Erstveröffentlichung von Ranunculus asiaticus erfolgte 1753 durch Carl von Linné in Species Plantarum, Tomus I, S. 552. Ein Synonyme für Ranunculus asiaticus L. sind: Cyprianthe asiatica (L.) Freyn, Ranunculus flammipetalus Gand., Ranunculus asiaticus subsp. latilobus Vierh., Ranunculus asiaticus subsp. tenuilobus (Boiss.) Vierh.

## Kultivierung
Der Asiatische Hahnenfuß, in der Antike als „Wilder Eppich“ (lateinisch Apium silvestre) angesehen, gehört zu den wenigen Arten der großen Gattung der Hahnenfüße, die als Zierpflanze gezüchtet werden, lange Zeit war er sogar die einzige Art. Zuchtlinien werden als Schnittblumen und als Stauden vermarktet.
Die zahlreichen Züchtungen weichen in vielen Merkmalen von der Wildform ab, besonders durch die „gefüllten“ Blüten. Blütenfarbe der Zuchtformen ist rot, rosa, purpurn, gelb und weiß, einige zweifarbig. Mit Einstufung in die Winterhärtezone 8 (nach der  Skala des US-amerikanischen Landwirtschaftsministeriums) sind sie in Deutschland nur in wintermilden Regionen im Freiland verwendbar. In der Regel werden die Rhizome in kälteren Regionen im Sommer, nach der Blüte, ausgegraben und frostsicher gelagert, sie müssen dann im Frühjahr vor dem Auspflanzen vorgezogen werden. Wegen des großen Aufwands werden sie auch als Einjährige verwendet.

## Anerkennung
Am 1. März 2023 gab Canada Post, Kanadas Postverwaltung, eine Briefmarke mit dem Bild Ranunculus asiaticus heraus. Die Briefmarke wurde in Heftchen und Rollen sowie als Block ausgegeben.

## Bilder
Alle Bilder stammen aus Zypern:

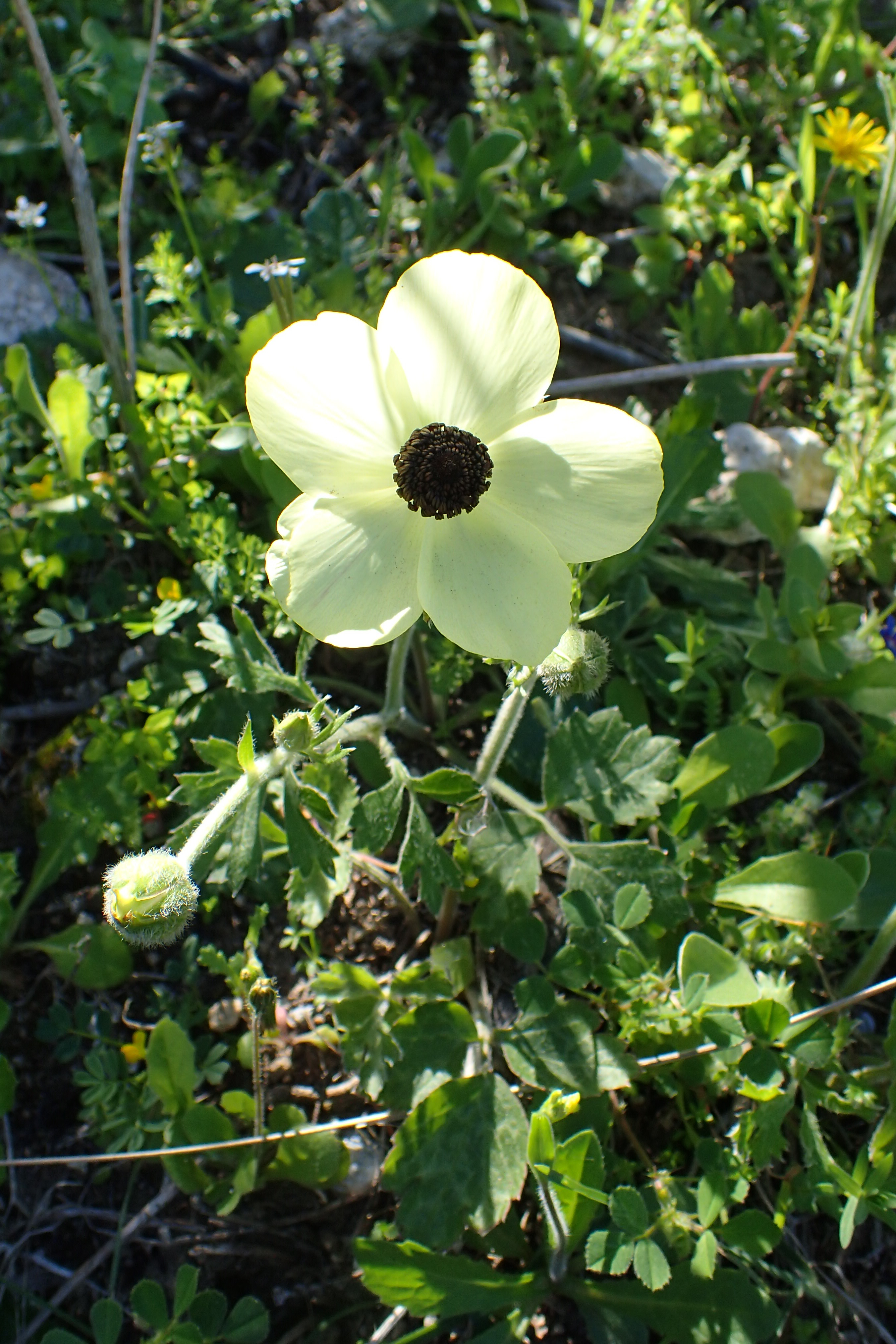
Mit weißen Blüten
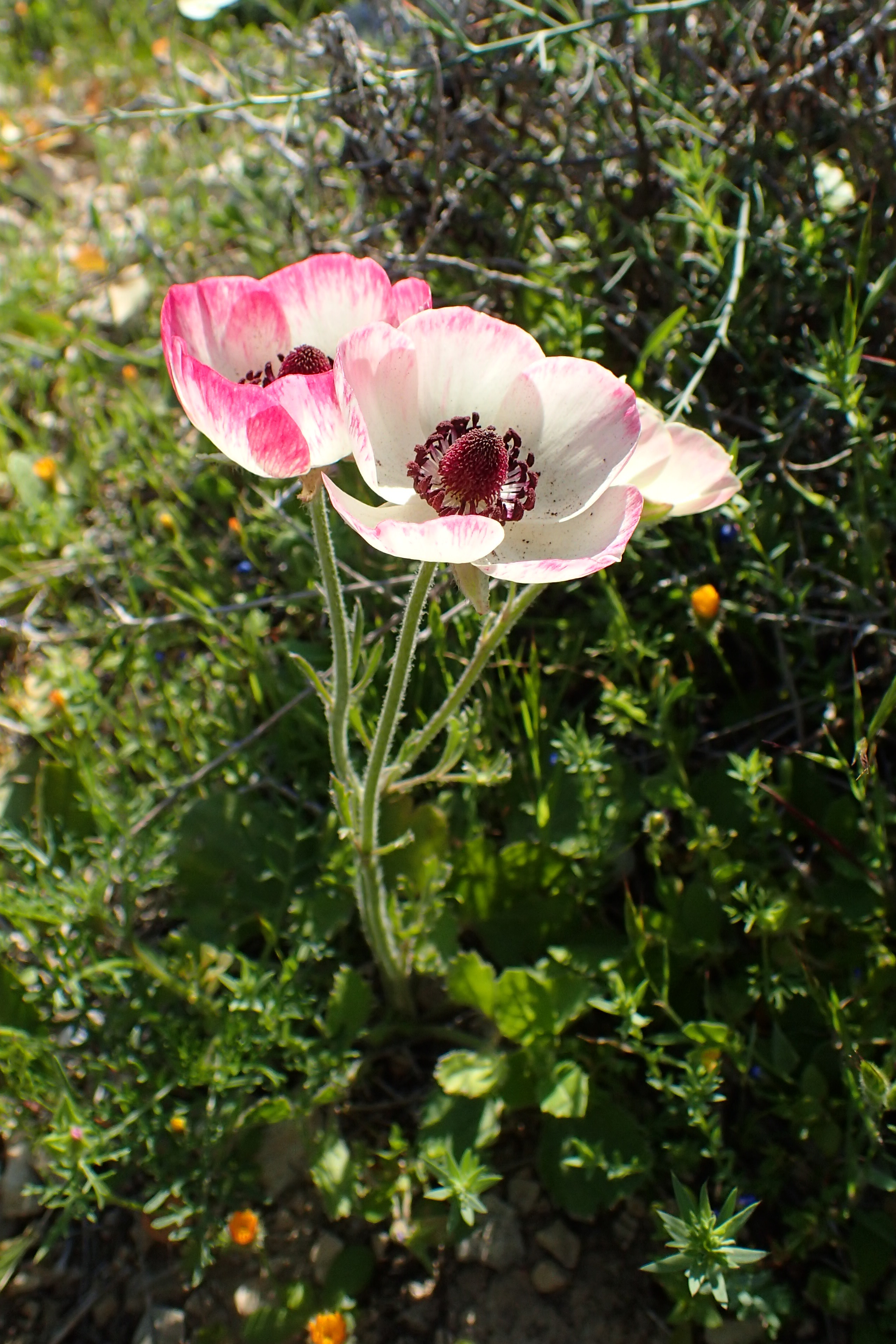
Mit weißen rotrandigen Blüten
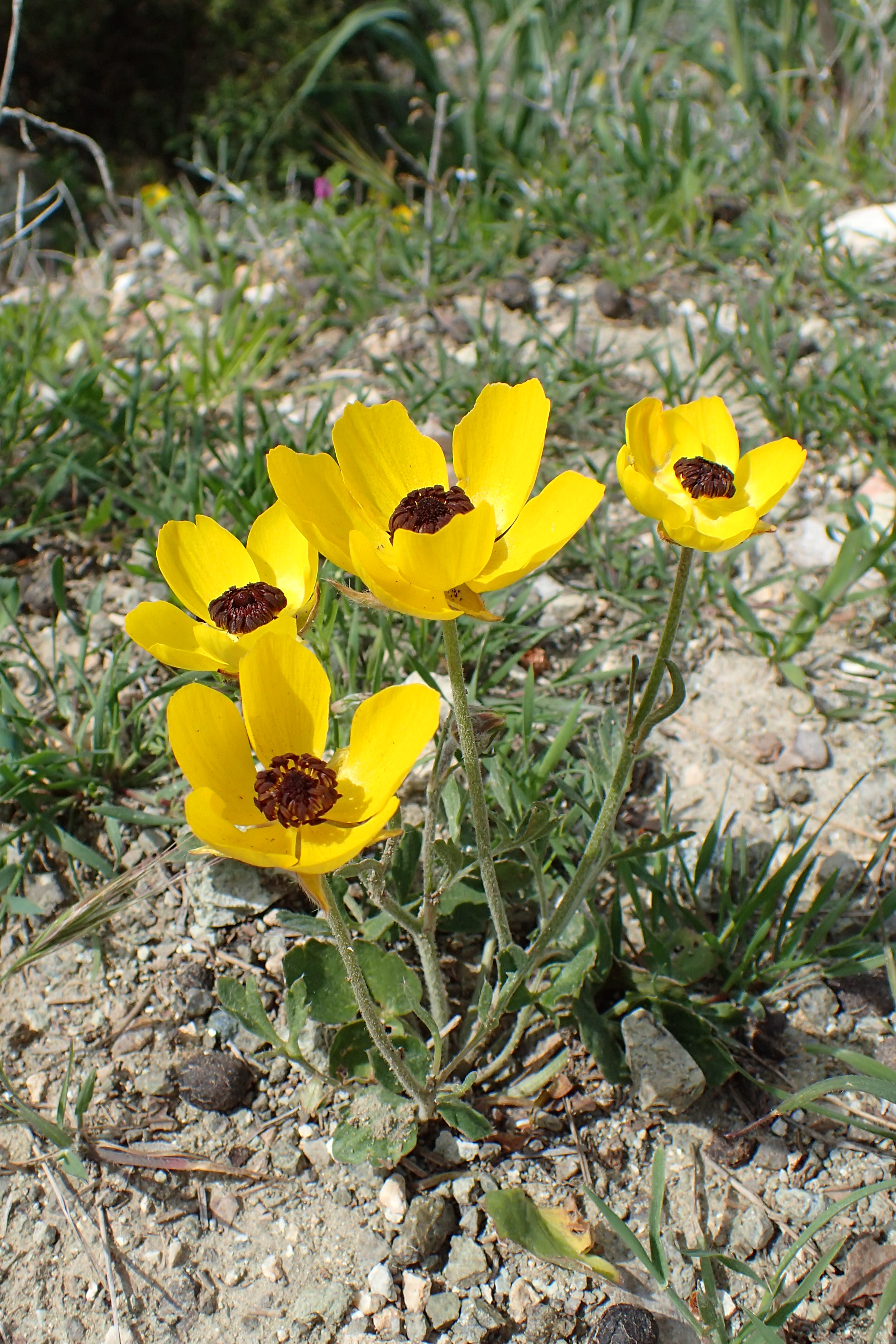
Mit gelben Blüten
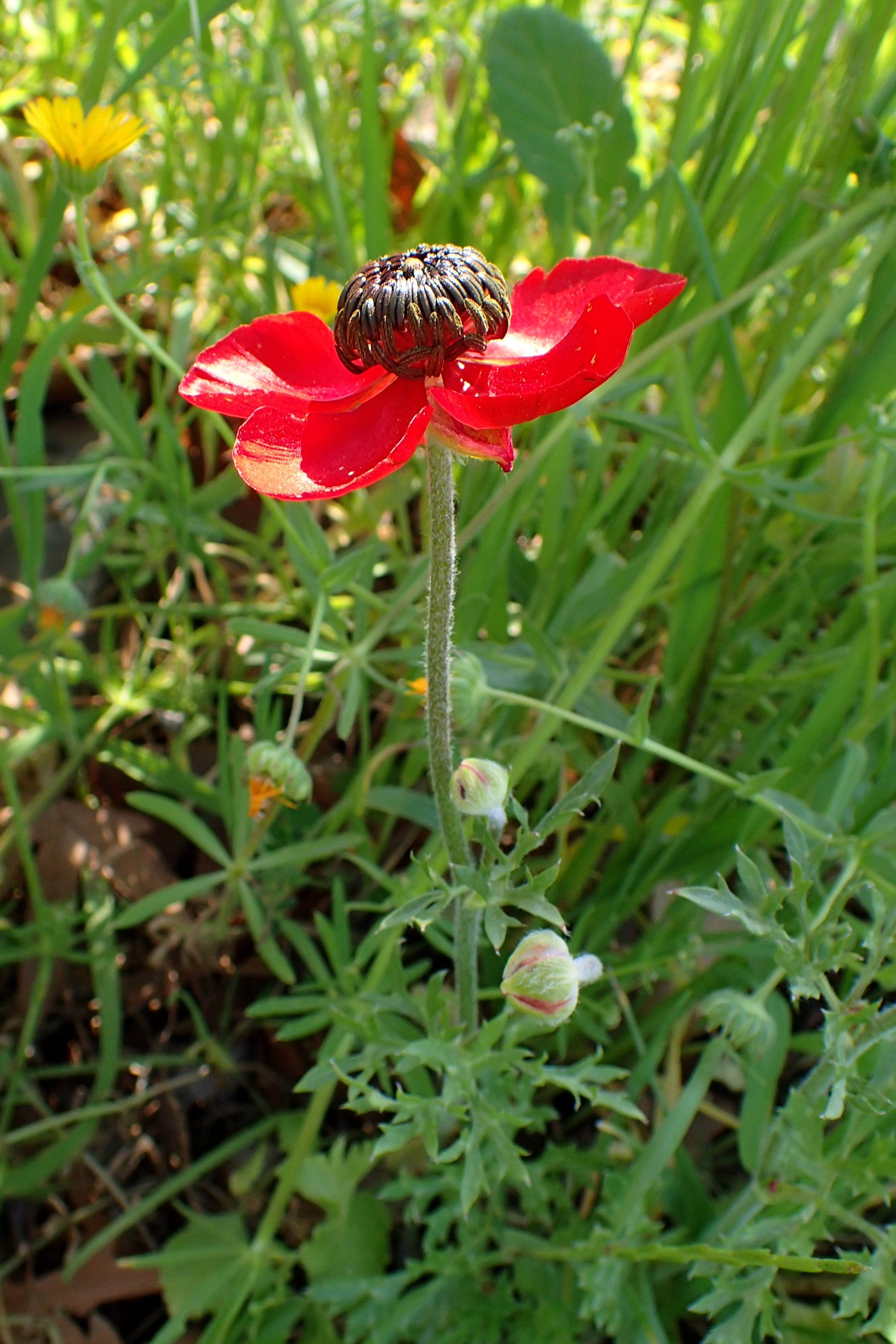
Mit roten Blüten